# Faro (Portugal)
Faro ([ˈfaɾu]ⓘ; en sus orígenes llamada Santa Maria de Faro) es una ciudad portuguesa, capital del distrito homónimo y de la región del Algarve. Tiene 67 650 habitantes y es cabecera de un municipio de 202.6 km² (2021).
Dividido en cuatro freguesias tras la reforma administrativa nacional de 2013 (antes eran seis), el municipio limita al norte y al oeste con São Brás de Alportel, al este con Olhão, al oeste con Loulé y al sur con el océano Atlántico. Por autopista está a 278 km de Lisboa, a 111 km de Huelva y a 198 km de Sevilla. Importante centro turístico, dispone de aeropuerto internacional y de un destacado patrimonio monumental: Iglesia del Carmen con la capilla de los huesos, la catedral gótica, el palacio de Estói las o murallas. Es también sede de la Universidad del Algarve. Faro dispone de una zona comercial en el centro de la ciudad alrededor de las calles Francisco Gomes, Liberdade y Ferreira Almeida y Calle de santo António, la principal calle comercial de la ciudad.
Además del turismo, en Faro se desarrollan actividades económicas como la pesca, principalmente del atún, la industria conservera y la exportación de frutos y corcho.
Junto a Faro se ubica la Laguna de Ria Formosa, una reserva natural de 170 km², destacado punto de observación de numerosas especies de aves migratorias.

## Historia
La ciudad ha servido de almacén comercial, en un gran sistema comercial basado en el intercambio de productos agrícolas, pescado y minerales. Su nombre, Ossonoba, uno de los más importantes centros urbanos en la región sur de Portugal entre el siglo III a. C. y VIII d. C., esta zona de la ciudad estaba gobernada por romanos y visigodos, habiendo llegado a ser conquistada por los musulmanes en el año 713 (reforzada por un nuevo muro construido a instancias del príncipe árabe Ben Bekr, en el siglo IX). 
Después de la independencia de Portugal (que data de 1143), Alfonso I (primer rey de Portugal) y sus sucesores comenzaron a ampliar el sur del país, a continuación, conquistar los territorios ocupados por los musulmanes, que culminó con la conquista del Algarve y de la ciudad de Faro en el año 1249, por las tropas de Alfonso III.
Faro fue elevada al rango de ciudad en el año 1540, y desde 1830 es la capital del Algarve. Faro fue parcialmente destruida durante el terremoto de 1755, en el que gran parte de su muralla, así como algunos otros edificios, se vinieron abajo.

## Geografía

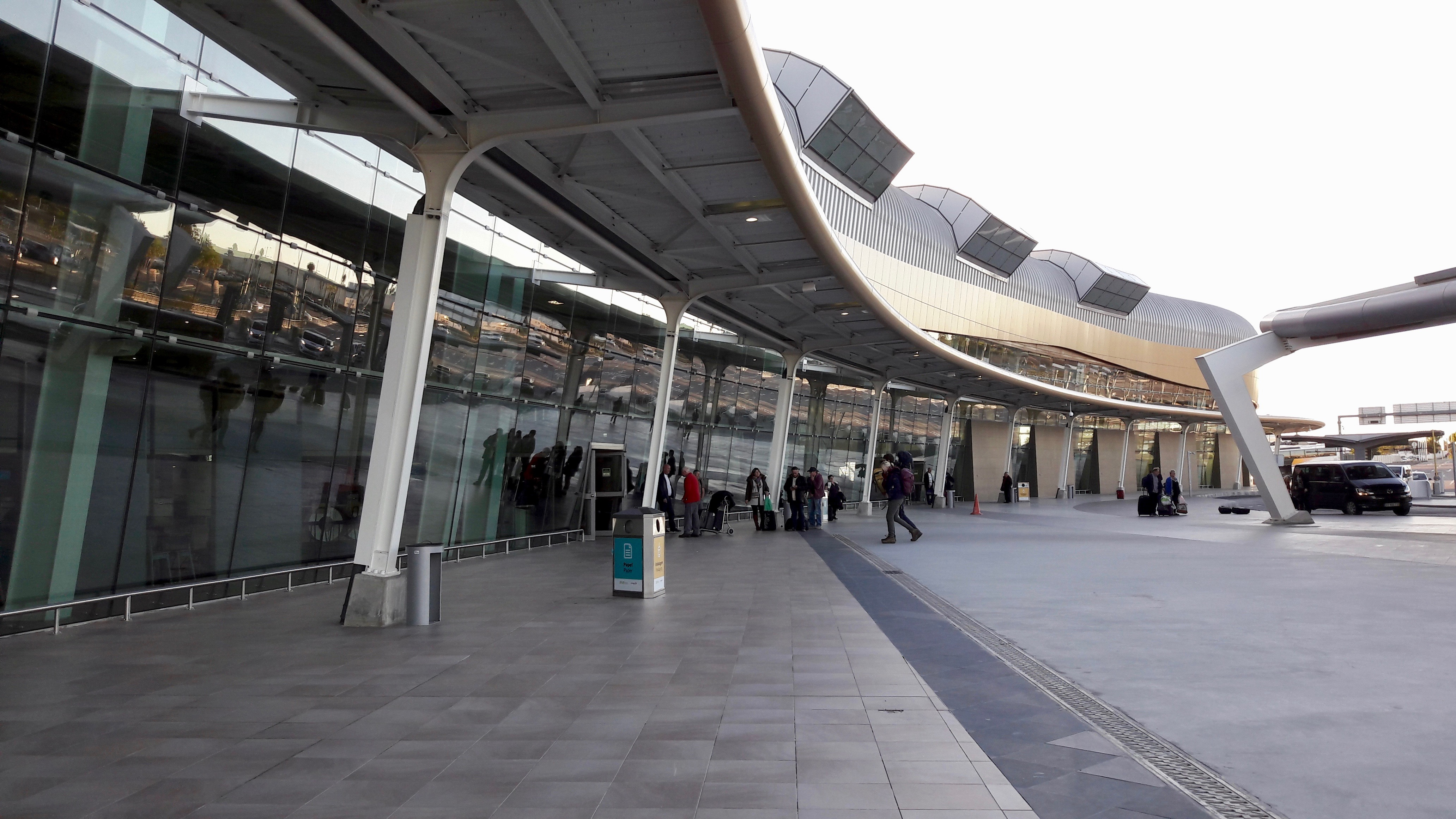
Entrada del aeropuerto de Faro.

### Clima

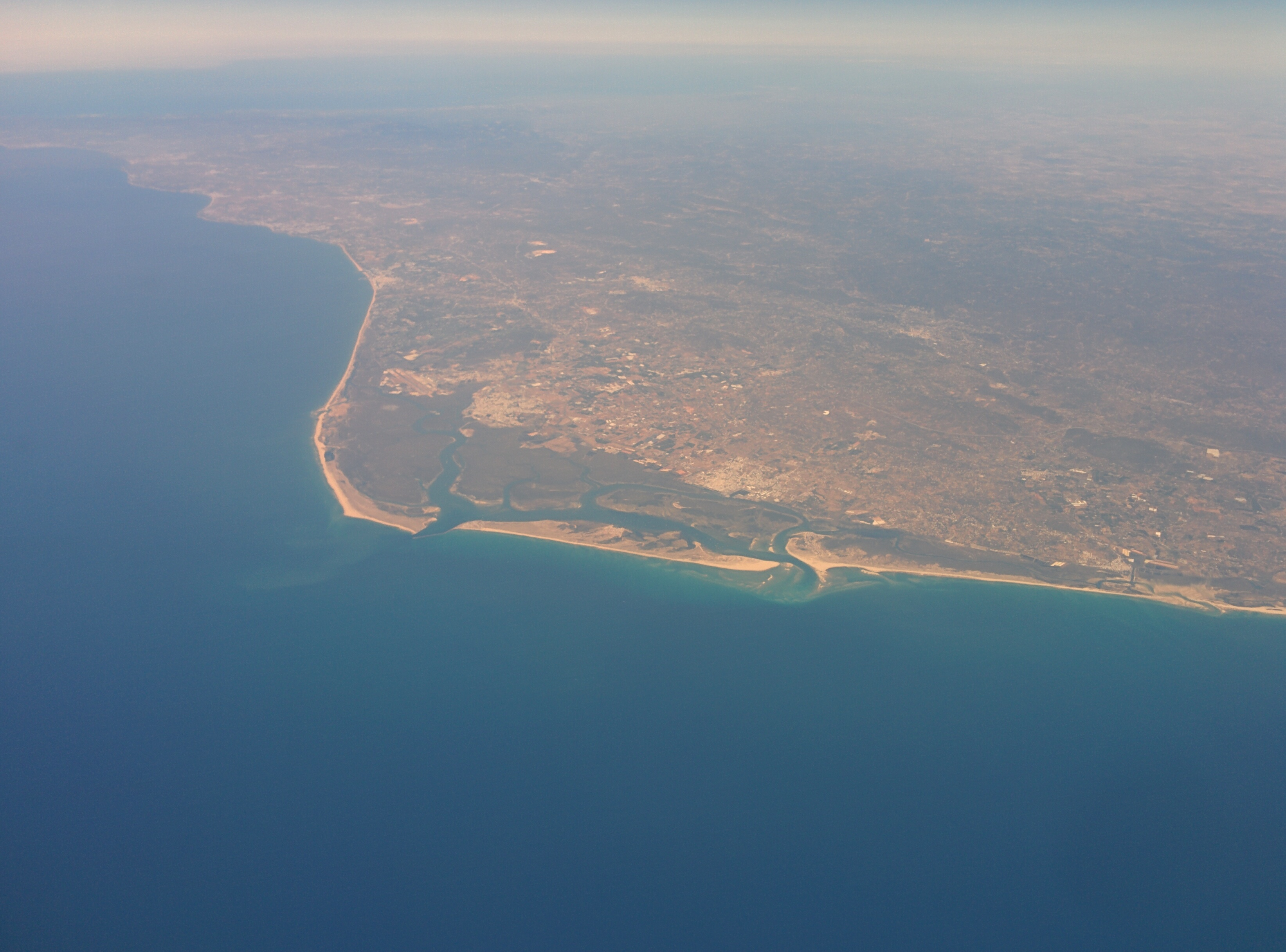
Vista aérea de su entorno

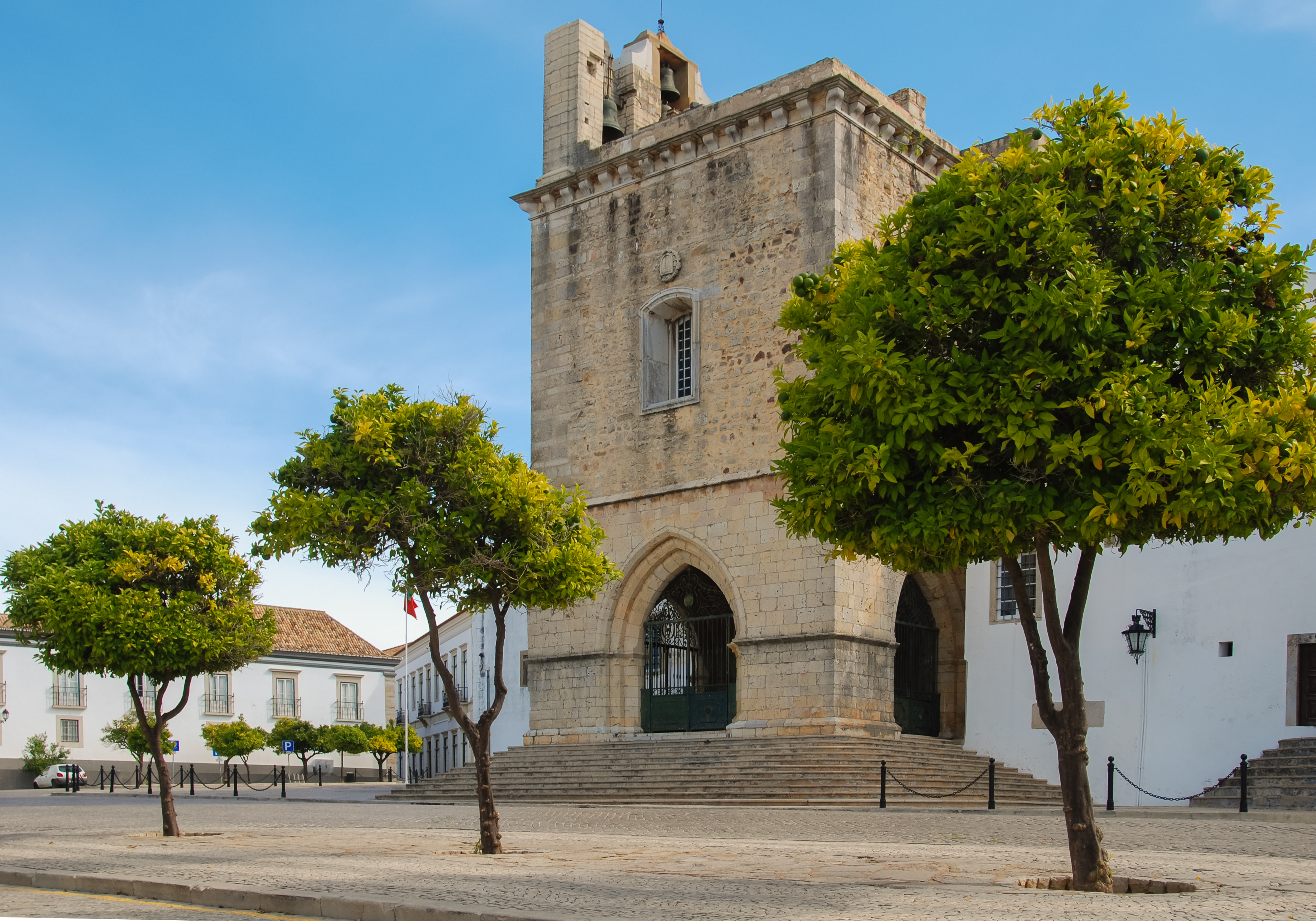
Catedral de Faro.

El clima de Faro es mediterráneo. El verano es caliente, seco y soleado; el invierno es suave y húmedo. 
| Climograma de Faro | Climograma de Faro | Climograma de Faro | Climograma de Faro | Climograma de Faro | Climograma de Faro | Climograma de Faro | Climograma de Faro | Climograma de Faro | Climograma de Faro | Climograma de Faro | Climograma de Faro |
| --- | ------------------ | ------------------ | ------------------ | ------------------ | ------------------ | ------------------ | ------------------ | ------------------ | ------------------ | ------------------ | ------------------ |
| E | F                  | M                  | A                  | M                  | J                  | J                  | A                  | S                  | O                  | N                  | D                  |
| 78 16 8 | 72.4 17 8          | 39 18 9            | 38.4 20 10         | 21.1 22 13         | 7.6 25 16          | 1.4 29 18          | 4.3 29 18          | 14 27 17           | 66.6 23 14         | 86.1 19 11         | 94.1 17 9          |
| temperaturas en °C • totales de precipitación en mm fuente: |                    |                    |                    |                    |                    |                    |                    |                    |                    |                    |                    |
| Conversión sistema imperial\| E \| F \| M \| A \| M \| J \| J \| A \| S \| O \| N \| D \| \| 3.1 61 46 \| 2.9 62 47 \| 1.5 65 48 \| 1.5 68 51 \| 0.8 72 55 \| 0.3 78 60 \| 0.1 84 64 \| 0.2 84 64 \| 0.6 80 62 \| 2.6 74 58 \| 3.4 67 52 \| 3.7 62 47 \| \| temperaturas en °F • totales de precipitación en pulgadas \| \| \| \| \| \| \| \| \| \| \| \| |                    |                    |                    |                    |                    |                    |                    |                    |                    |                    |                    |
| E | F                  | M                  | A                  | M                  | J                  | J                  | A                  | S                  | O                  | N                  | D                  |
| 3.1 61 46 | 2.9 62 47          | 1.5 65 48          | 1.5 68 51          | 0.8 72 55          | 0.3 78 60          | 0.1 84 64          | 0.2 84 64          | 0.6 80 62          | 2.6 74 58          | 3.4 67 52          | 3.7 62 47          |
| temperaturas en °F • totales de precipitación en pulgadas |                    |                    |                    |                    |                    |                    |                    |                    |                    |                    |                    |

| E                                                         | F         | M         | A         | M         | J         | J         | A         | S         | O         | N         | D         |
| 3.1 61 46                                                 | 2.9 62 47 | 1.5 65 48 | 1.5 68 51 | 0.8 72 55 | 0.3 78 60 | 0.1 84 64 | 0.2 84 64 | 0.6 80 62 | 2.6 74 58 | 3.4 67 52 | 3.7 62 47 |
| temperaturas en °F • totales de precipitación en pulgadas |           |           |           |           |           |           |           |           |           |           |           |

| Parámetros climáticos promedio de Faro, Algarve, Portugal                                                                        | Parámetros climáticos promedio de Faro, Algarve, Portugal | Parámetros climáticos promedio de Faro, Algarve, Portugal | Parámetros climáticos promedio de Faro, Algarve, Portugal | Parámetros climáticos promedio de Faro, Algarve, Portugal | Parámetros climáticos promedio de Faro, Algarve, Portugal | Parámetros climáticos promedio de Faro, Algarve, Portugal | Parámetros climáticos promedio de Faro, Algarve, Portugal | Parámetros climáticos promedio de Faro, Algarve, Portugal | Parámetros climáticos promedio de Faro, Algarve, Portugal | Parámetros climáticos promedio de Faro, Algarve, Portugal | Parámetros climáticos promedio de Faro, Algarve, Portugal | Parámetros climáticos promedio de Faro, Algarve, Portugal | Parámetros climáticos promedio de Faro, Algarve, Portugal |
| Mes | Ene.                                                      | Feb.                                                      | Mar.                                                      | Abr.                                                      | May.                                                      | Jun.                                                      | Jul.                                                      | Ago.                                                      | Sep.                                                      | Oct.                                                      | Nov.                                                      | Dic.                                                      | Anual                                                     |
| --- | --------------------------------------------------------- | --------------------------------------------------------- | --------------------------------------------------------- | --------------------------------------------------------- | --------------------------------------------------------- | --------------------------------------------------------- | --------------------------------------------------------- | --------------------------------------------------------- | --------------------------------------------------------- | --------------------------------------------------------- | --------------------------------------------------------- | --------------------------------------------------------- | --------------------------------------------------------- |
| Temp. máx. abs. (°C) | 21.9                                                      | 24.7                                                      | 28.9                                                      | 30.1                                                      | 33.6                                                      | 37.1                                                      | 44.3                                                      | 39.6                                                      | 37.4                                                      | 33.3                                                      | 28.6                                                      | 24.0                                                      | 44.3                                                      |
| Temp. máx. media (°C) | 16.1                                                      | 16.9                                                      | 19.1                                                      | 20.4                                                      | 22.8                                                      | 26.4                                                      | 29.2                                                      | 28.8                                                      | 26.6                                                      | 23.2                                                      | 19.6                                                      | 17.0                                                      | 22.2                                                      |
| Temp. media (°C) | 12.0                                                      | 12.8                                                      | 14.8                                                      | 16.1                                                      | 18.4                                                      | 21.9                                                      | 24.2                                                      | 24.1                                                      | 22.3                                                      | 19.3                                                      | 15.7                                                      | 13.3                                                      | 17.9                                                      |
| Temp. mín. media (°C) | 7.9                                                       | 8.7                                                       | 10.5                                                      | 11.8                                                      | 14.0                                                      | 17.3                                                      | 19.1                                                      | 19.4                                                      | 18.0                                                      | 15.3                                                      | 11.7                                                      | 9.6                                                       | 13.6                                                      |
| Temp. mín. abs. (°C) | -1.2                                                      | -1.2                                                      | 2.3                                                       | 3.6                                                       | 6.7                                                       | 8.0                                                       | 11.9                                                      | 13.1                                                      | 9.9                                                       | 7.8                                                       | 2.7                                                       | 1.2                                                       | -1.2                                                      |
| Precipitación total (mm) | 59.3                                                      | 52.0                                                      | 39.4                                                      | 38.6                                                      | 21.7                                                      | 4.3                                                       | 1.8                                                       | 3.9                                                       | 23.2                                                      | 60.1                                                      | 90.4                                                      | 114.1                                                     | 508.8                                                     |
| Días de precipitaciones (≥ 0.1 mm)                                                                                               | 12                                                        | 13                                                        | 9                                                         | 10                                                        | 7                                                         | 4                                                         | 1                                                         | 1                                                         | 3                                                         | 9                                                         | 10                                                        | 11                                                        | 90                                                        |
| Horas de sol | 170.5                                                     | 165.2                                                     | 232.5                                                     | 252.0                                                     | 313.1                                                     | 333.0                                                     | 368.9                                                     | 353.4                                                     | 273.0                                                     | 226.3                                                     | 183.0                                                     | 167.4                                                     | 3038.3                                                    |
| Fuente: Instituto de Meteorología, World Meteorological Organization (precipitation days), Hong Kong Observatory(sunshine hours) |                                                           |                                                           |                                                           |                                                           |                                                           |                                                           |                                                           |                                                           |                                                           |                                                           |                                                           |                                                           |                                                           |

| Clima medio                  | Enero | Febrero | Marzo | Abril | Mayo  | Junio | Julio | Agosto | Septiembre | Octubre | Noviembre | Diciembre |
| Temp. min/max (°C)           | 8/16  | 9/17    | 11/19 | 12/20 | 14/23 | 17/26 | 19/29 | 19/28  | 18/27      | 15/23   | 12/20     | 10/17     |
| Posibilidad de precipitación | 23%   | 15%     | 20%   | 21%   | 17%   | 7%    | 2%    | 2%     | 17%        | 35%     | 27%       | 35%       |
| Lluvia (en CM)               | 4,55  | 3,2     | 3,15  | 2,75  | 1,92  | 0,26  | 0,19  | 0,06   | 1,72       | 5,52    | 6,76      | 9,45      |

### Naturaleza
El punto culminante de la provincia es la Ria Formosa, un pantano que se extiende por los municipios de Loulé, Faro, Olhão, Tavira y Vila Real de Santo António, abarcando una superficie de alrededor de 18.400 hectáreas, más 60 kilómetros del río Ancão a la playa de Manta Rota. 
Esta es un área protegida, un parque nacional, otorgado por el Decreto-Ley 373/87 de 9 de diciembre de 1987. El sur está protegido del océano Atlántico por un cordón de dunas, formadas por dos penínsulas (la península de Faro, que incluye la playa de Ancão y la playa de Faro, y la península de Cacela, que incluye la playa de Manta Rota) y cinco islas-barreras de arena (Ilha da Barreta - la más meridional del territorio portugués peninsular, Ilha de Culatra, Ilha de Armona, Ilha de Tavira y Ilha de Casetas), que sirven para proteger la totalidad del Parque. 
Es un humedal de importancia internacional como hábitat de aves acuáticas y punto de paso de aves migratorias entre el Norte de África y Europa, objeto de muchos estudios realizados por estudiantes de la Universidad del Algarve.

### Freguesias
Las freguesias de Faro son las siguientes:
- Conceição e Estoi
- Faro (Sé e São Pedro)
- Montenegro
- Santa Bárbara de Nexe

## Demografía
| Gráfica de evolución demográfica de Faro entre 1900 y 2021 |
|                                                            |
| Datos según el nomenclátor publicado por el INE portugués. |

## Servicios

### Transporte

#### Carreteras
La capital del Algarve tiene excelentes rutas de transporte hacia las ciudades vecinas de Olhão y Loulé y sus prolongaciones que conectan con ambos extremos del sur de Portugal, y también una autopista (Vía Infante de Sagres), que la une con toda la costa del Algarve y con España. A Lisboa se llega por la Auto-Estrada do Sul, a través de la autopista Vía Infante de Sagres.

#### Metro
El Metro de Faro que sirve a la ciudad de Faro, que se uno con Olhão, Portugal, está en estudio. Se está estudiando si es realmente necesario construir un sistema de metro, y ver el impacto ambiental, el proyecto sería aceptable en términos de funcionalidad y servicio. Si se construye, será un sistema para la Zona Metropolitana, y en el ámbito de ciudades industriales en sus Baixas (zona vieja), y sus alrededores (con enlace al aeropuerto internacional de Faro y, posiblemente, la isla de Faro).

#### Aeropuerto
Faro tomó su vocación cosmopolita con la apertura de su aeropuerto internacional el 11 de julio de 1965, durante la dictadura de António de Oliveira Salazar.
Hoy en día y gracias al aumento de la demanda turística en el Algarve, la ciudad tiene el tercer aeropuerto con mayor tráfico de viajeros en Portugal tras el aeropuerto de Portela en Lisboa y del aeropuerto Francisco Sa Carneiro de Oporto.
Así mismo, el aeropuerto también es usado por una buena proporción de turistas que viajan hacia la costa oeste de Huelva (España), o por los propios ciudadanos onubenses que lo usan en sus desplazamientos,[cita requerida] debido a que está más cerca que el aeropuerto de Sevilla.

## Monumentos y lugares de interés
- Arco de la Villa
- Murallas
- Castillo
- Catedral de Faro
- Palacio Episcopal
- Seminario Episcopal
- Banco de Portugal
- Teatro Leth
- Convento de San Francisco
- Iglesia de San Francisco

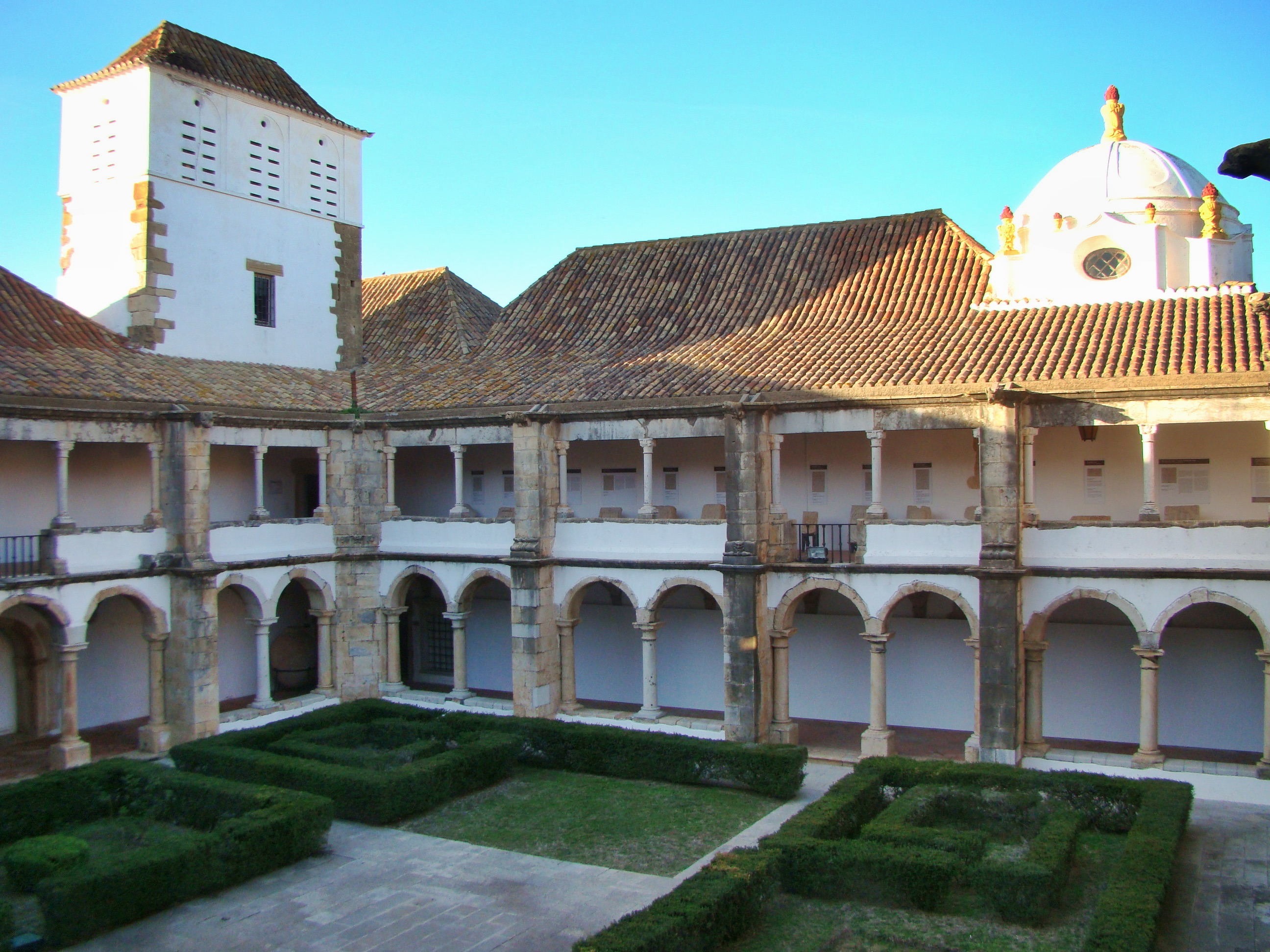
El convento de Nossa Senhora da Assunção.

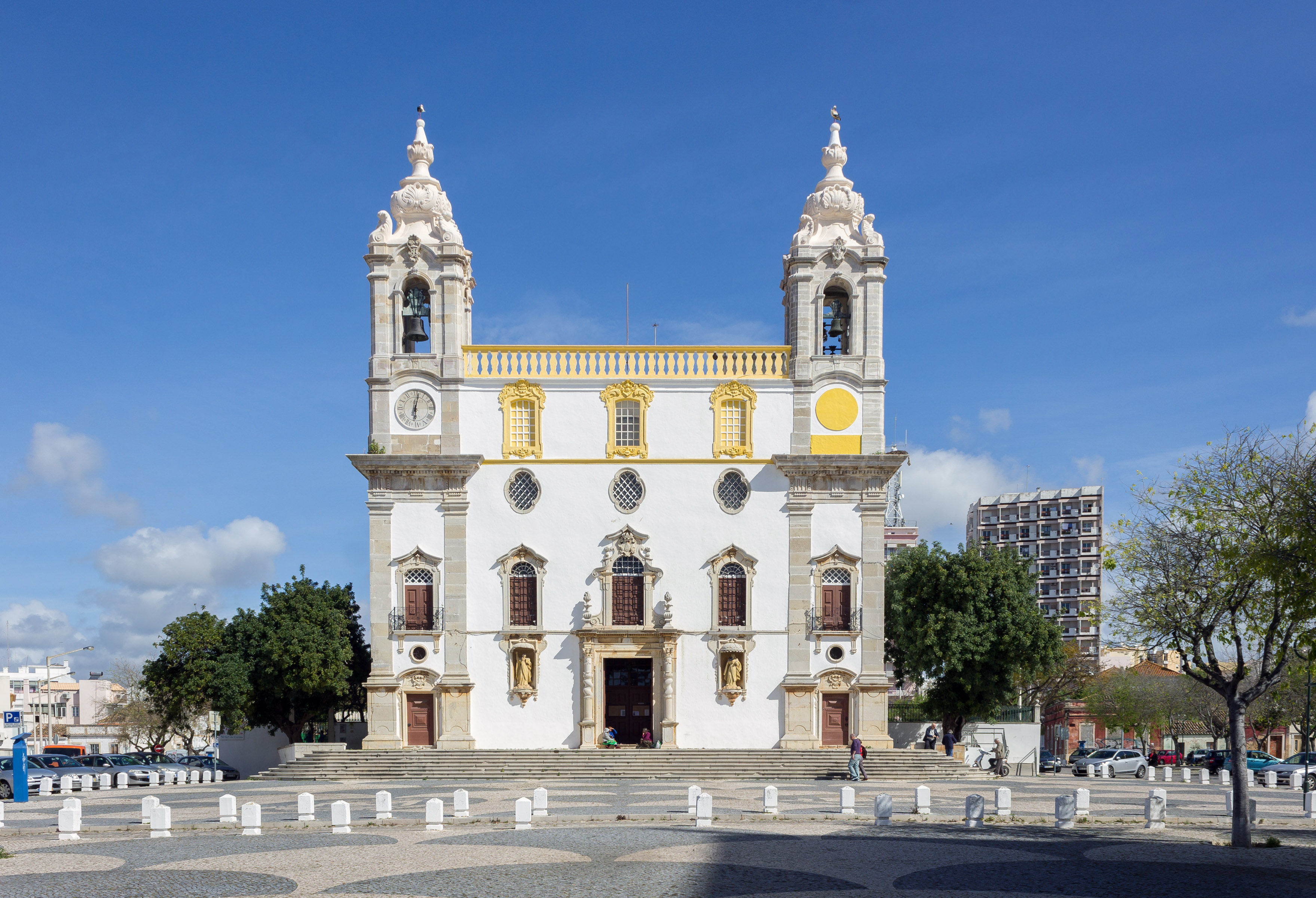
Igreja do Carmo.

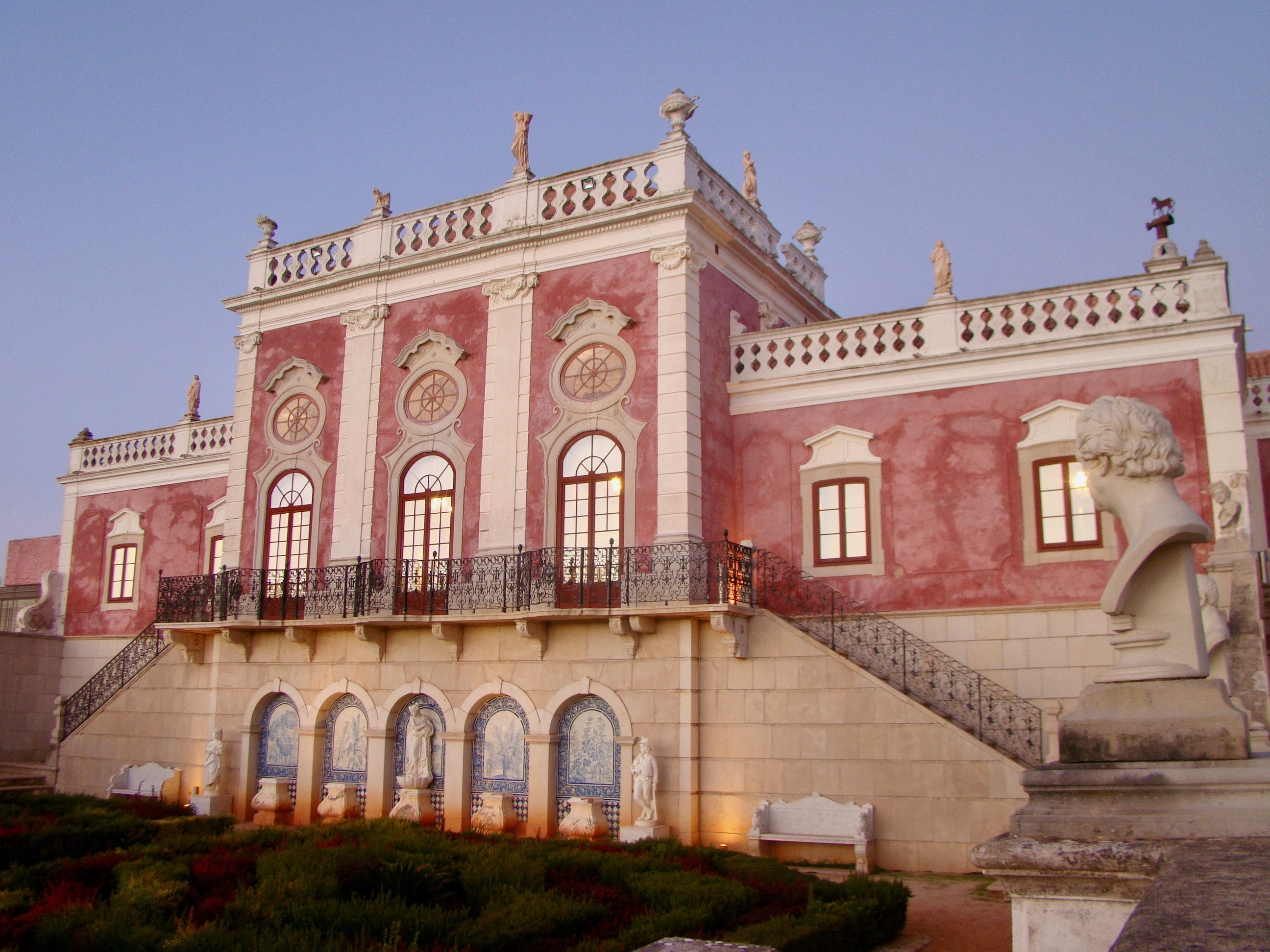
Palacio de Estoi.

- Convento de Santo Antonio de los Capuchinos
- Capilla de San Antonio del Alto
- Palacio de Estoi
- Iglesia de Estoi
- Iglesia de Santa Bárbara
- Colonia del cementerio judío
- Capilla de San Luis
- Capilla del pie de la Cruz
- Ermita de San Sebastián
- Iglesia de San Pedro
- Iglesia del Carmen
- Convento de Nuestra Señora de la Asunción (museo arqueológico)
- Iglesia de la Misericordia
- Capilla de Nuestra Señora de la Esperanza
- Nuestra Señora del Descanso
- Iglesia de Nuestra Señora de la Concepción
- Cámara de Fotos
- Horta de Orfebres (Huerta de Orfebres), (Sol de capitán Mor)
- Granero de San Francisco
- Palacete Belmarço
- Palacete Guerreirinho

### Museos
- Convento de Nuestra Señora de la Asunción
- Museo Marítimo Almirante Ramalho Ortigão
- Museo Regional del Algarve
- Centro de Ciencias de Vida
- Museo Municipal de Loulé
- Museo Municipal de Faro

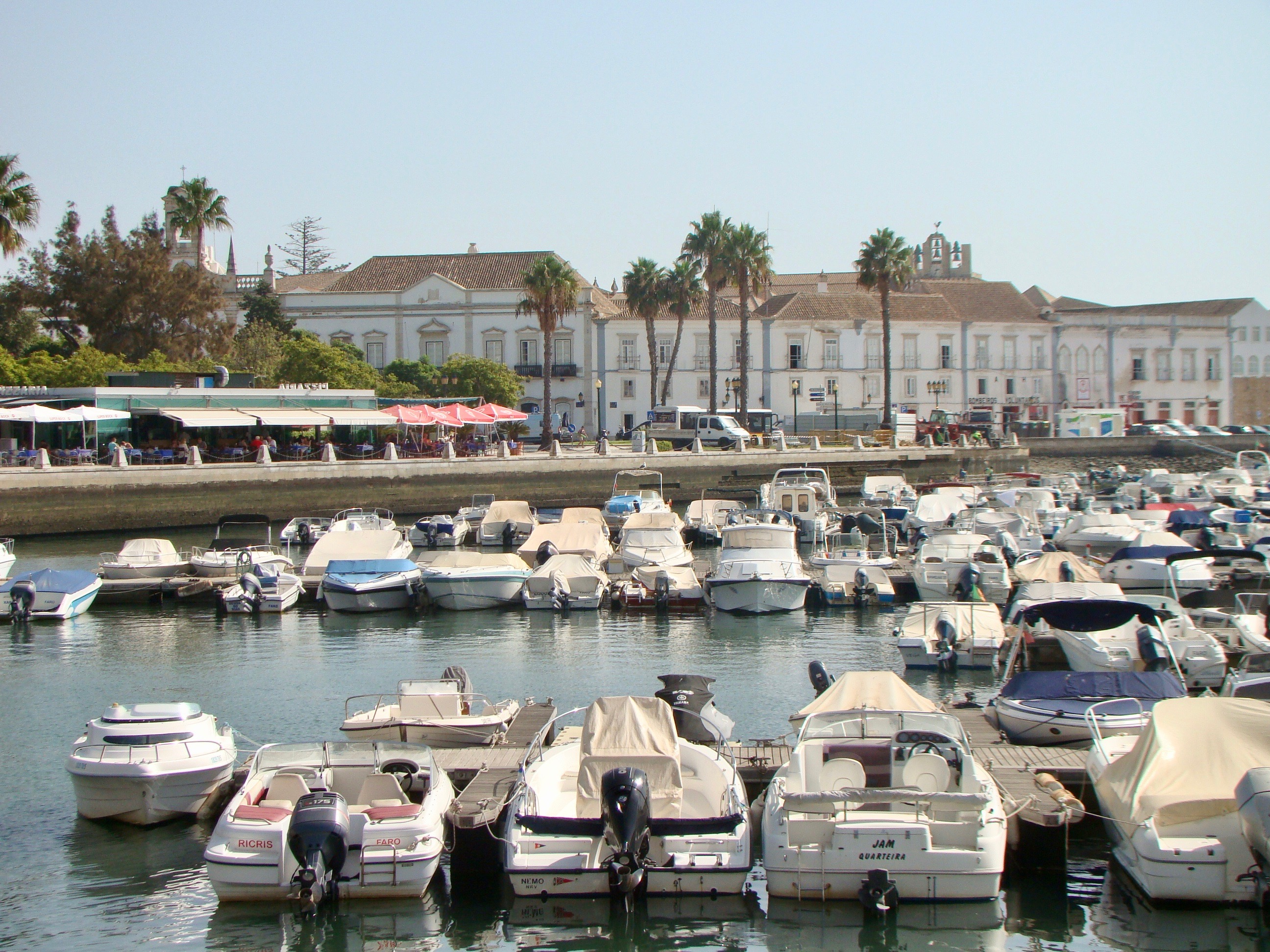
Marina de Faro
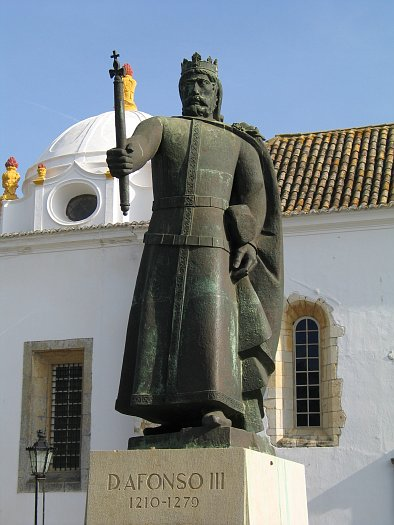
Estatua de D. Afonso III
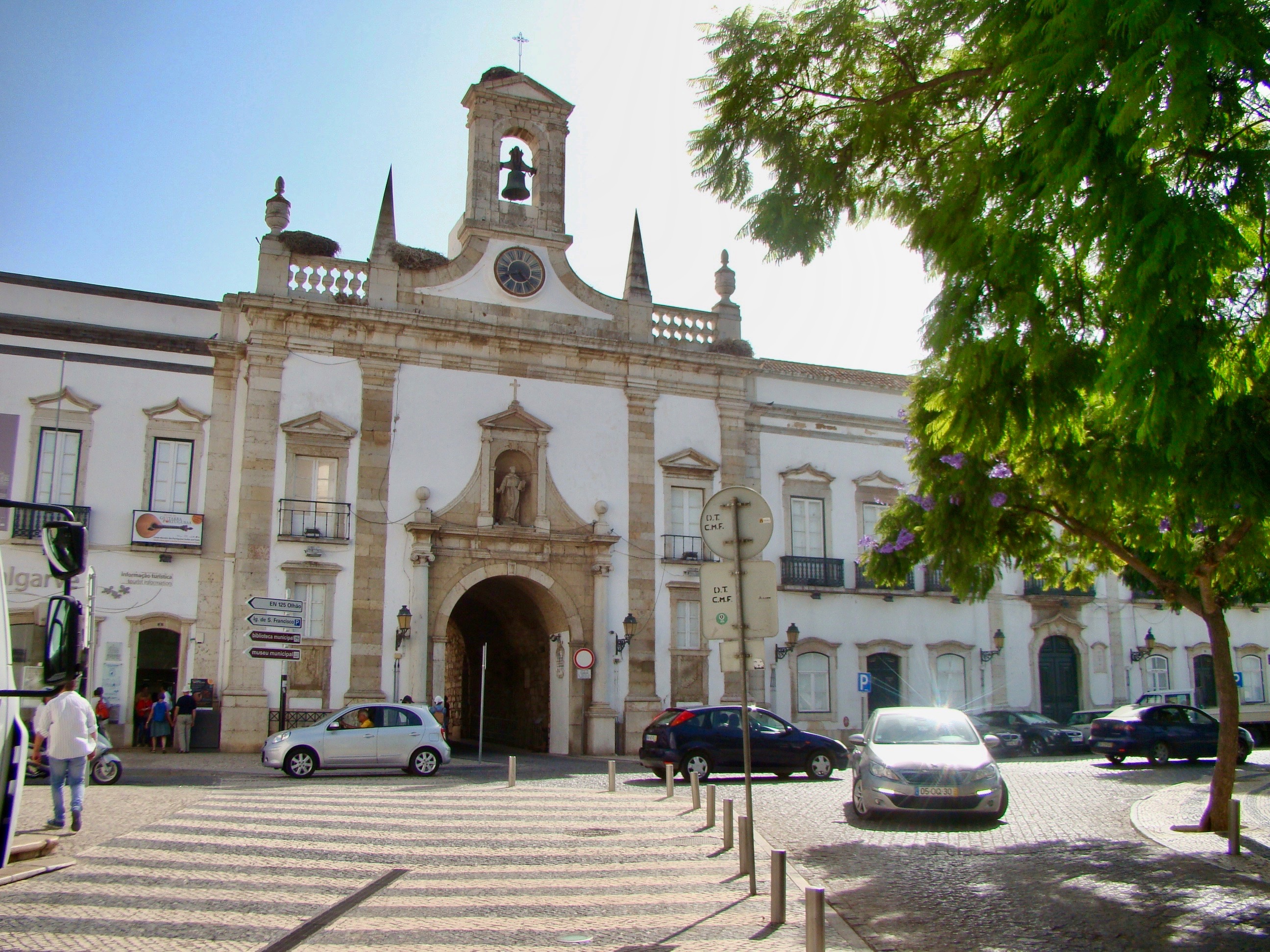
Gobierno Civil de Faro
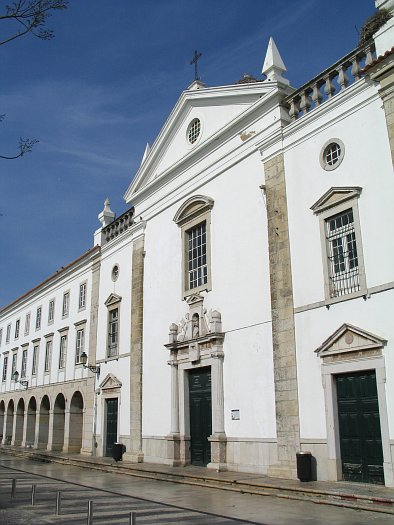
Iglesia y Hospital
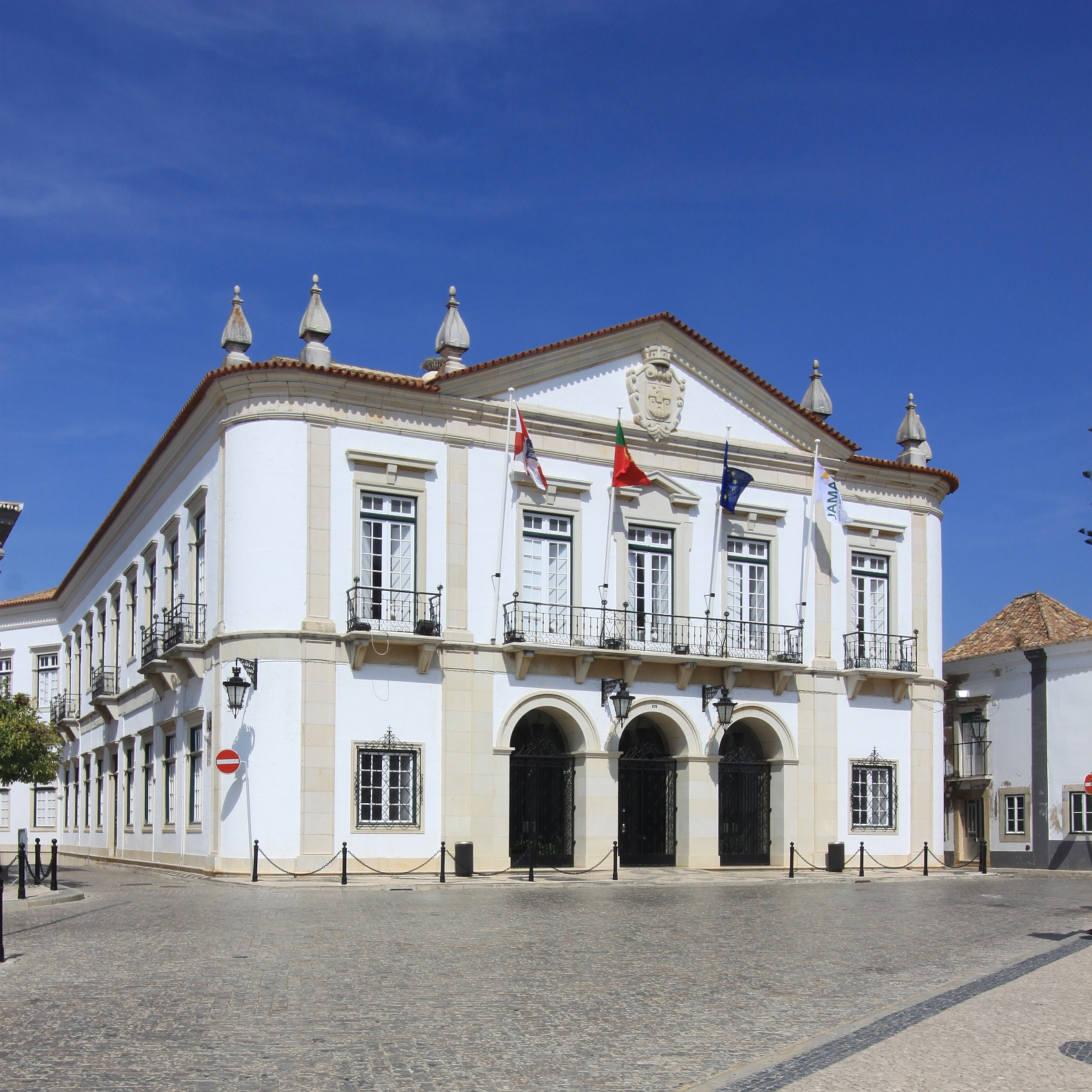
Cámara Municipal
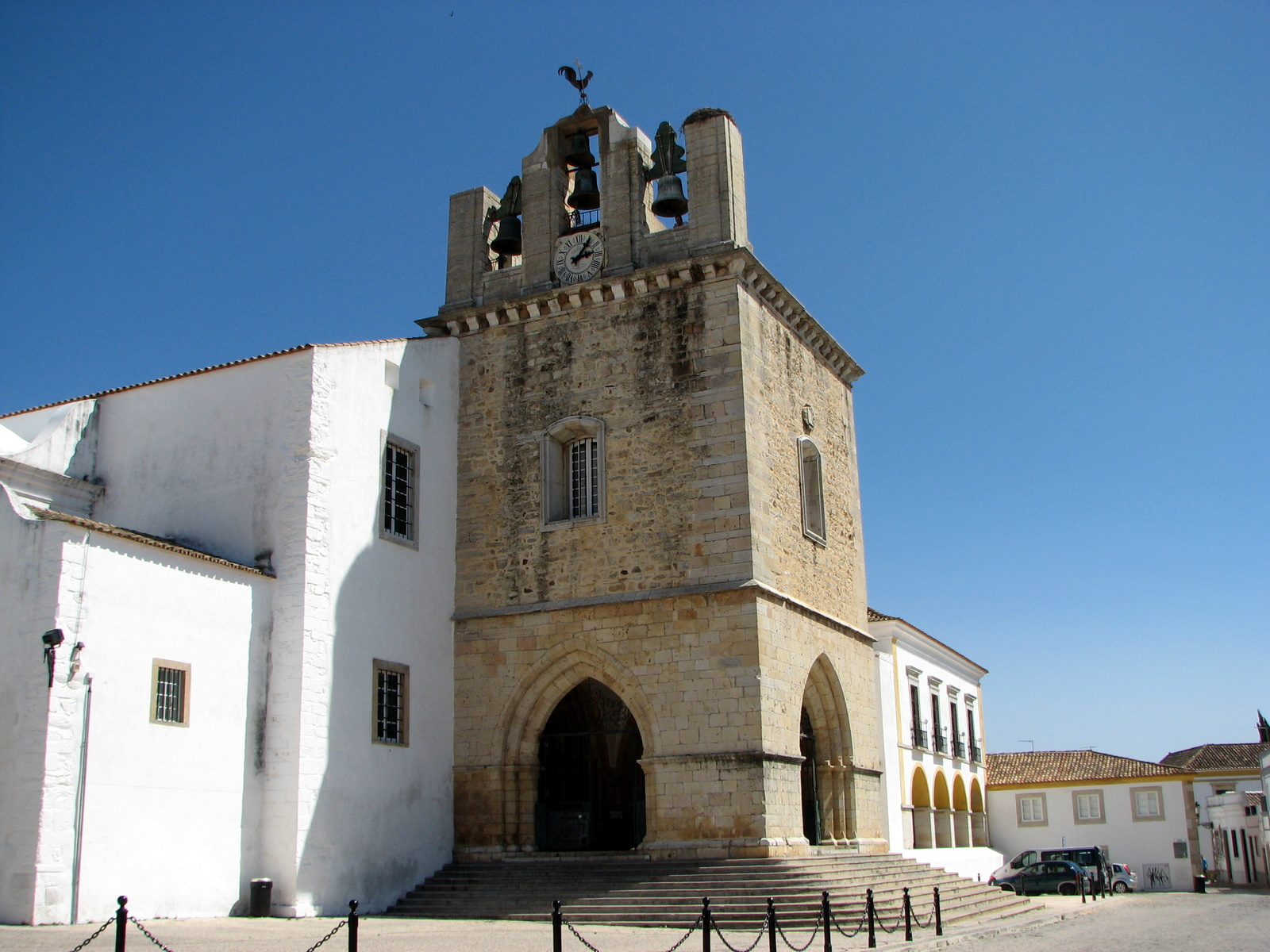
Catedral de Faro
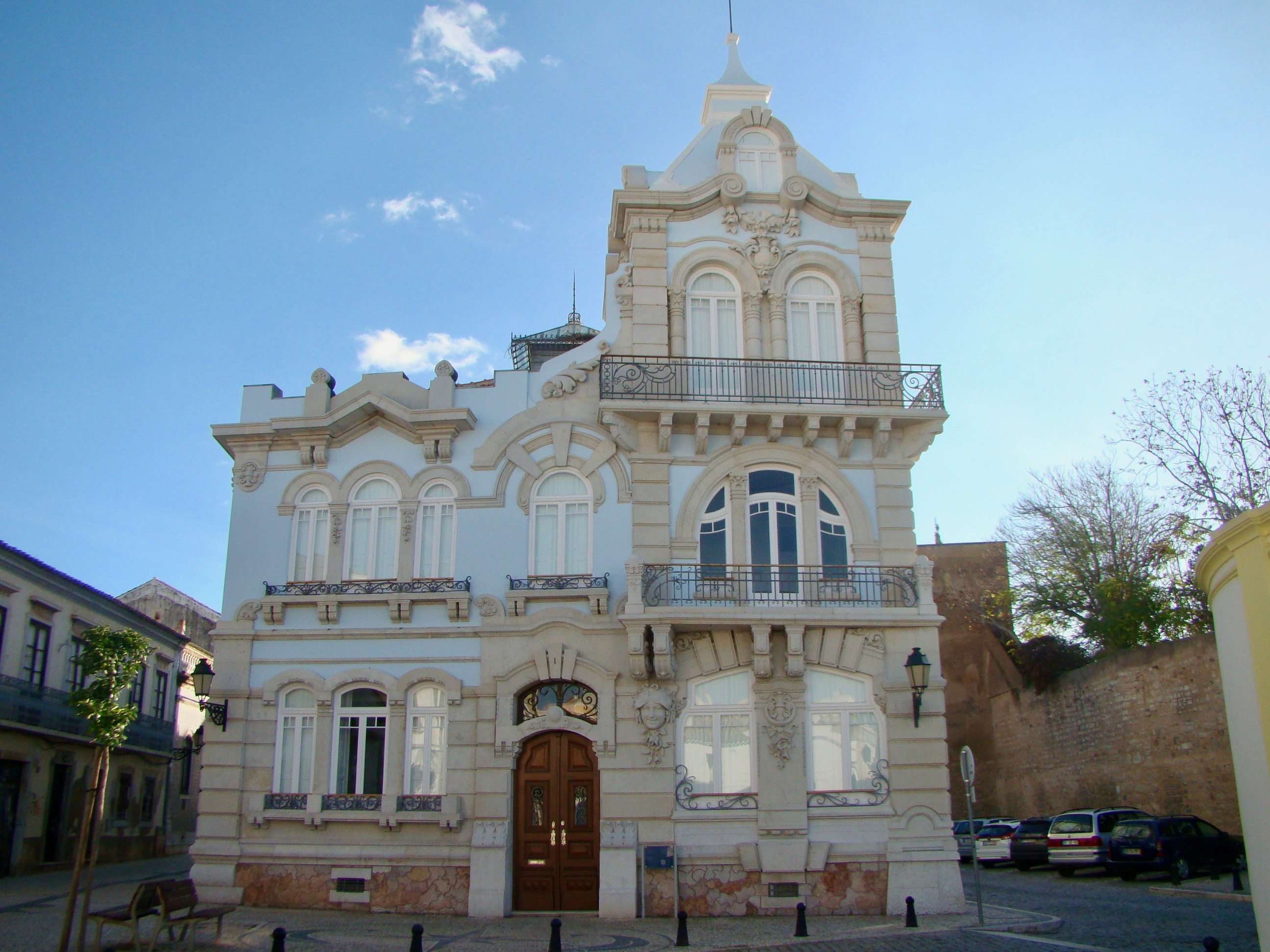
Palácio de Belmarço
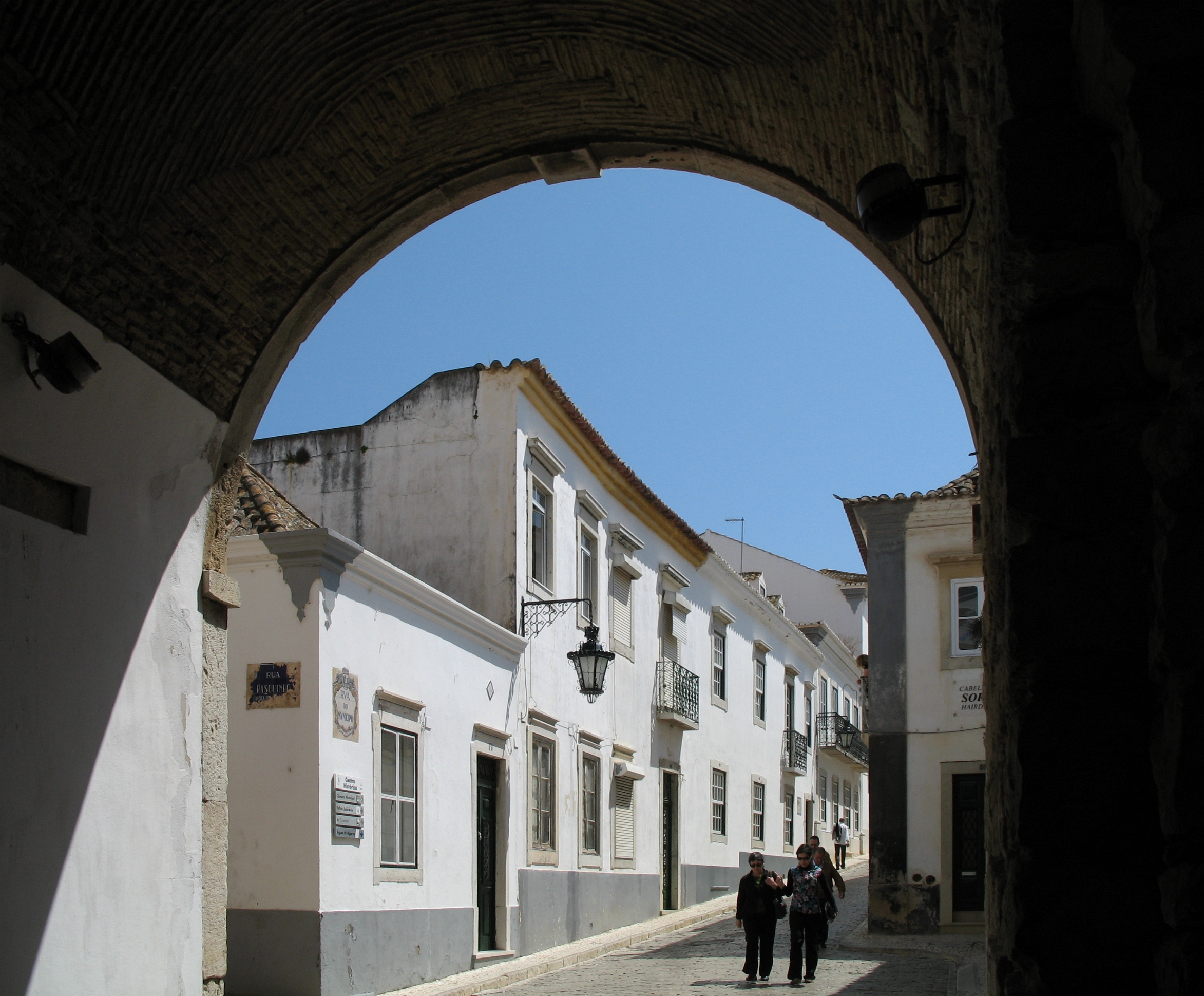
Zona Antigua de la Ciudad
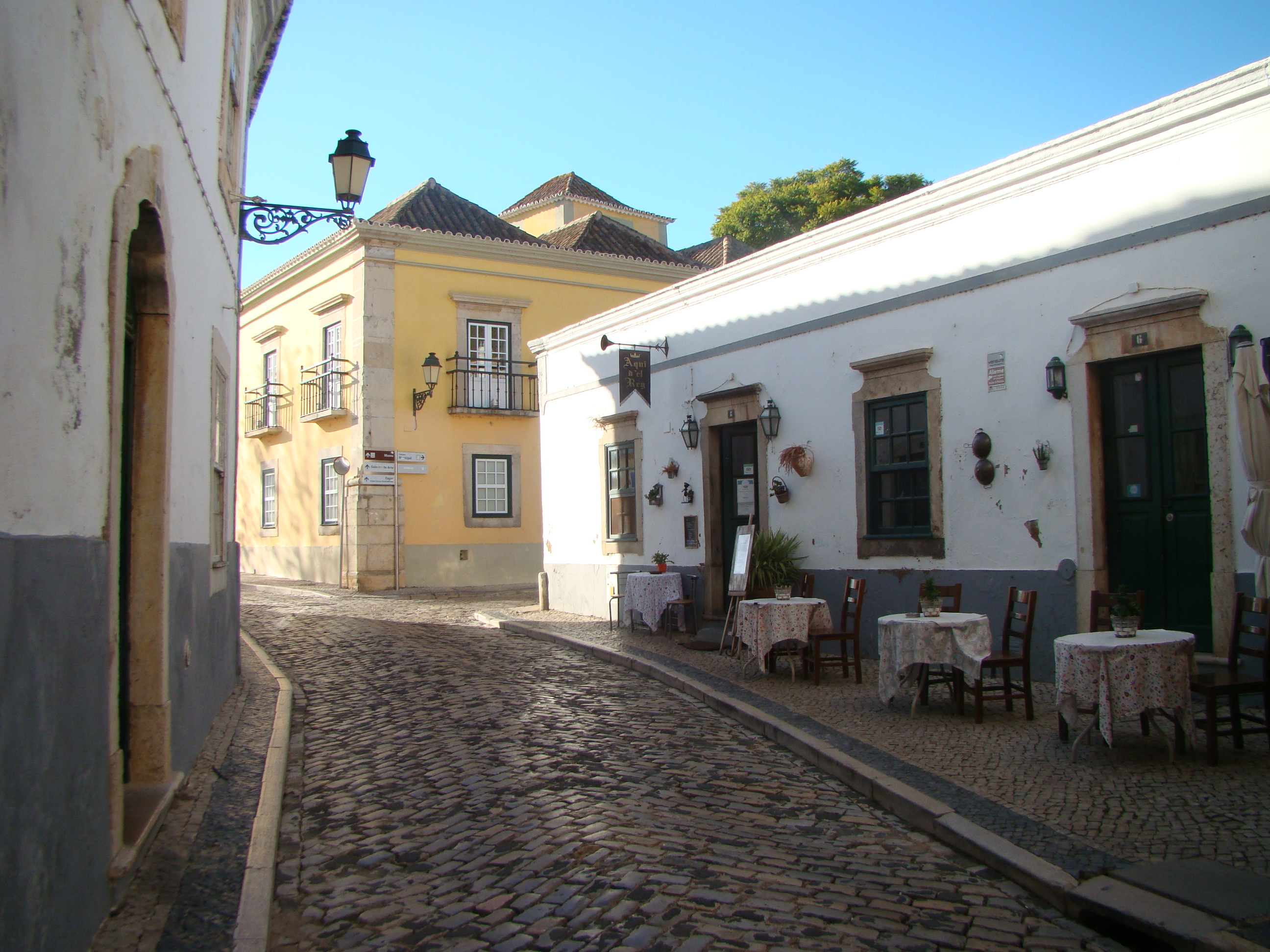
Calle en Faro
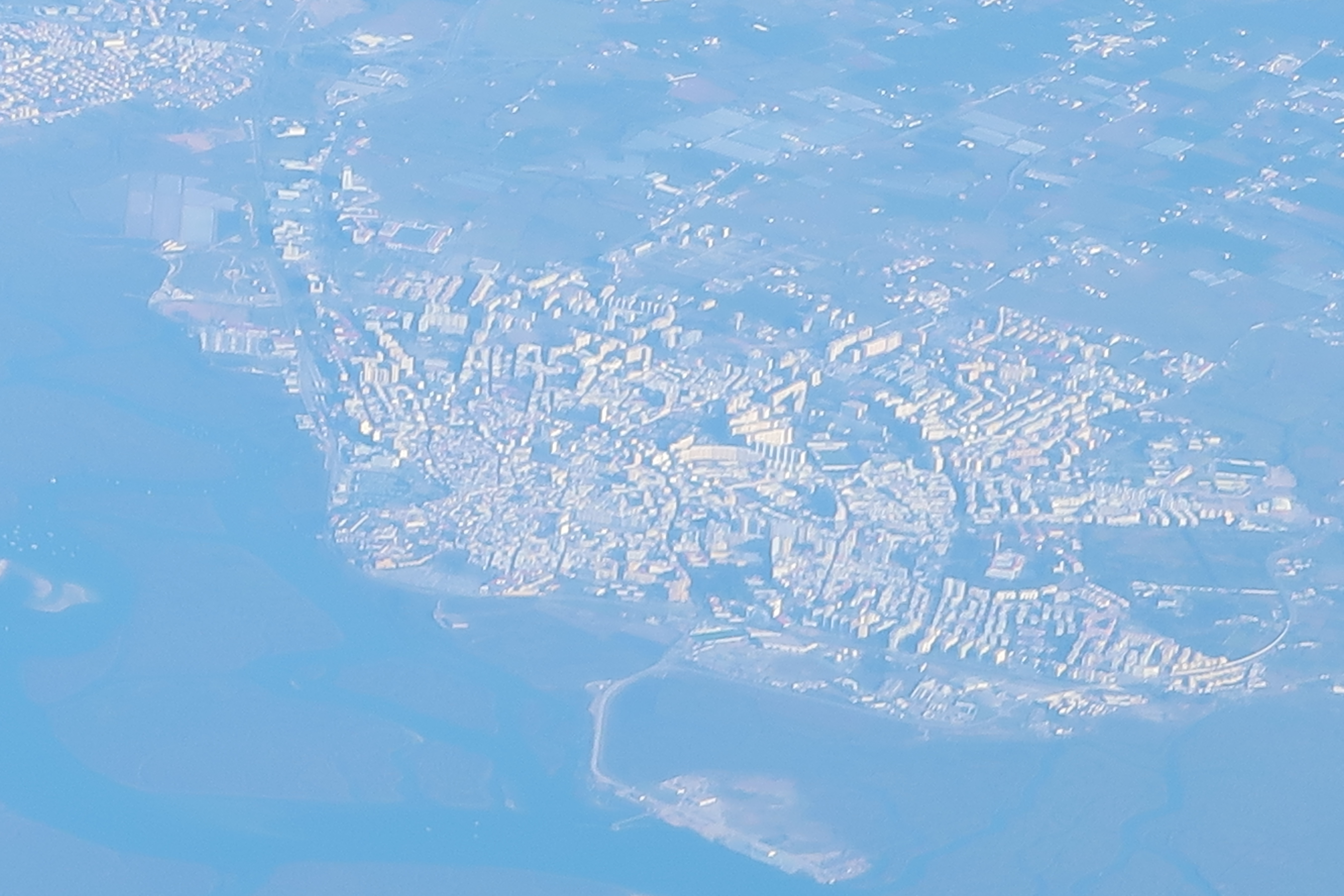
La ciudad desde el aire
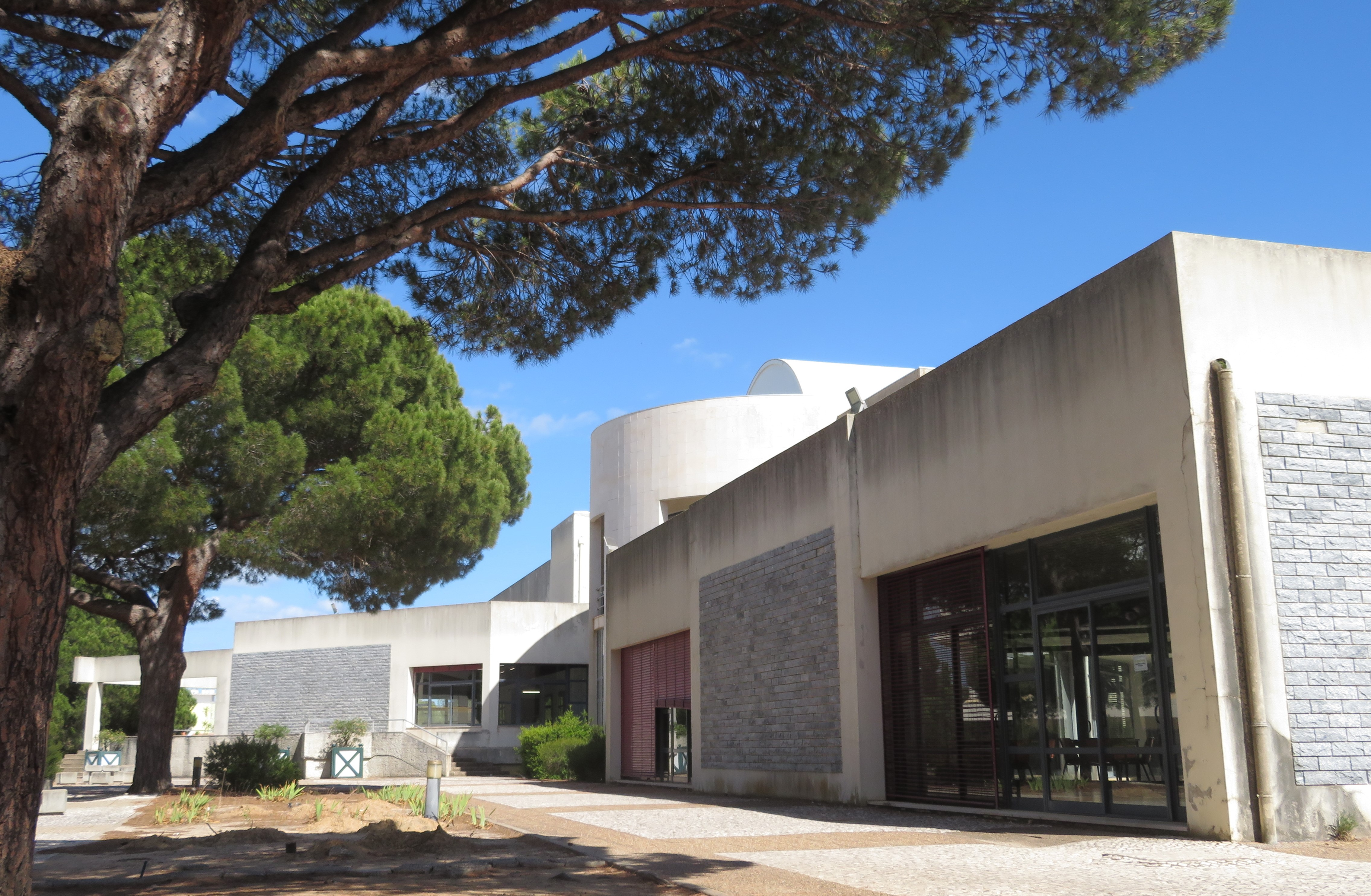
Universidad

## Cultura

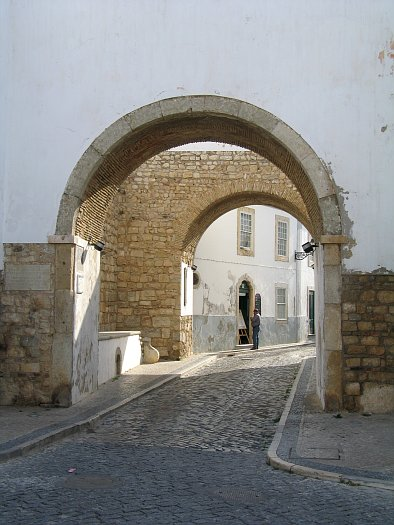
Puerta de la muralla de Faro.

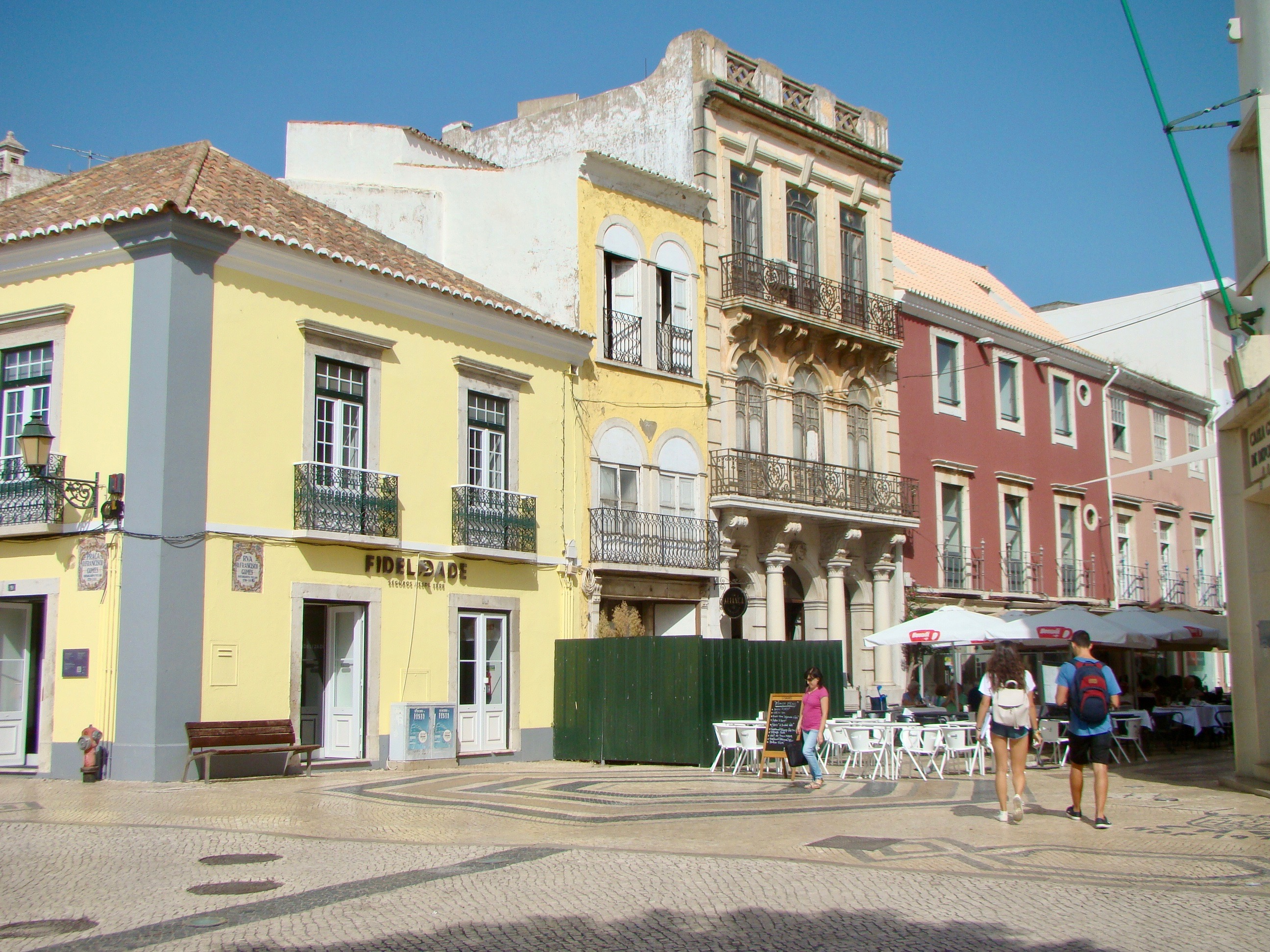
Centro histórico de Faro.

### Gastronomía
La cocina de Faro se remonta a los tiempos históricos de la presencia romana y árabe, con la adición del clima de la región uno de los principales puntos de interés turístico. Los ingredientes frescos reflejan el sabor de la mar y el agradable aroma y el fuerte campo. Desde el famoso arroz con navajas (Solen marginatus, Solen siliqua y Solen ensis) llamado "Arroz de Lingueirão" al dulce "Don Rodrigo", hecho con almendras y yemas de huevo. 
A continuación se presenta una lista de los mejores productos gastronómicos: 
- Jurel Alimos
- Pierna de cordero
- carne de cerdo con almejas
- Papas maíz, conocido como Xarém
- Guisantes con huevos al Algarve
- Perdiz estofada
- Conejo frito
- grano cocido
- Calamares rellenos de Alagarvia
- pulpo en el horno con Entrecosto
- Atún filete de tomate
- Caldo de pollo con berberechos
- Gazpacho de ajo
- Sardina asada

Dulces: 
- Don Rodrigo
- Colchón de la Novia
- "Queso" de higo y almendras
- Fruta / animales en masa de almendras
- Estrellas de higos y almendras
- Folares

## Ciudades hermanadas
- Málaga, España
- Huelva, España
- Tánger, Marruecos (desde 1954)
- Hayward, Estados Unidos
- Bolama, Guinea-Bisáu